# Tan Chin Tuan

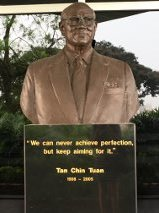
Bronze-Büste an der NTU, Singapur 2015

Tan Sri Tan Chin Tuan (chinesisch 陳振傳 / 陈振传, Pinyin Chén Zhènchuán, Pe̍h-ōe-jī Tân Tsín-thuân; * 21. November 1908 in Singapur; † 11. November 2005 ebenda) war ein chinesisch-singapurischer Manager, ehemaliger Chef der Oversea-Chinese Banking Corporation (OCBC) und Philanthrop.

## Leben
Tan Chin Tuan startete seine Karriere mit 17 Jahren als Angestellter am Bankschalter. 1942 wurde er Geschäftsführer der OCBC in der Niederlassung Bombay und 1966 Vorstandsvorsitzender, ein Amt, das er bis zu seiner Pensionierung 1993 innehatte.
1951 wurde Tan von der britischen Regierung als stellvertretender Präsident des Parlaments in Singapur ernannt. Dies war zu jener Zeit die höchste politische Position, die je ein Einwohner aus Singapur erreicht hatte.
Tan war zwar als riskanter Banker bekannt, gleichwohl war er sehr engagiert in sozialen Projekten. Über seine Stiftung Tan Foundation unterstützt er maßgeblich die National University of Singapore (NUS).